# Lamprocryptus caudatus
Lamprocryptus caudatus är en stekelart som beskrevs av Otto Schmiedeknecht 1908. Lamprocryptus caudatus ingår i släktet Lamprocryptus och familjen brokparasitsteklar. Inga underarter finns listade i Catalogue of Life.